# Moskvariket
Moskvariket, också kallat Moskoviet, Moskvastaten, storfurstendömet Moskva eller Moskvarus (Moskovskaja Rus) var ett rike omkring staden Moskva som kan sägas ha bildats 1283 och som 1547 omvandlades till Tsarryssland, som proklamerades det året. Beteckningen Moskoviet har emellanåt använts även i modern tid för det nuvarande Ryssland (Россия/Rossija), för att skilja det från det historiska Rus (Русь) och Kievrus (Киевская Русь/Kievskaja Rus).
Moskovit är en benämning på Moskvabo eller invånare i Moskvariket.

## Bildande
Moskva hade tidigare varit en obetydlig stad i furstendömet Vladimir-Suzdal, känd från 1147, anses grundad av furst Jurij Dolgorukij (ca 1090–1157) av rurikdynastin som regerade i Vladimir-Suzdal, son till Kievs storfurst Vladimir II Monomach. Genom sin avlägsna belägenhet kom staden lindrigare undan än de sydligare delarna av det forna Kievriket, när den mongoliska Gyllene horden härskade på medeltiden och gjorde razzior för att kräva tribut av sina underlydande.
Riket började med furst Daniel I (1261–1303) som 1283 fick Moskva som ett arv av sin far, Alexander Nevskij av den jurjevitiska grenen av rurikdynastin, men redan på 1320-talet lades Vladimir-Suzdal under Moskva. Daniels son Jurij (1281–1325) gifte sig med en dotter till Gyllene hordens ledare sultan Mohammed Öz Beg och bildade en avgörande allians mot andra riken i Ruteniens område. Han fick lov att ta sig titlarna storfurste av Moskva och från 1317 även av Vladimir, och gavs frihet att expandera sitt rike under betalande av tribut (andra uppgifter anger Vasilij II som den förste med titel "storfurste"). Även efter Jurij kom bägge att tillfalla Moskvas regent. Moskva var i likhet med andra större städer i rikets närhet ett viktigt handelscentrum.

## Kamp för frihet och makt
Storfurst Dmitrij Donskoj (1350–1389), gift med Eudoxia av Suzdal-Nizjnij Novgorod, var den förste av moskoviterna att utmana Gyllene hordens överhöghet. En samlad armé av över 50 000 av de olika rusiska rikena, under ledning av Dmitrij och moskoviterna, segrade över mongolerna (tatarerna) i två slag: slaget vid Vesja (en) 1378 och slaget vid Kulikovo, vid floden Don 1380, varför han fick tillnamnet "Donskoj". Mongolerna återkom dock snart och plundrade och förstörde Moskva 1382, och underdånigheten fortsatte.
Vasilij I (1371–1425) förde en integrationspolitik där han i riket införlivade furstendömet Murom, Gorodets och Nizjnij Novgorod (en rest av Vladimir-Suzdal), som han fått 1392 som belöning av Gyllene horden för krigsassistans. Vasilij var gift med Sofia av Litauen, dotter till Vytautas den store (1350–1430), och men Storfurstendömet Litauen erövrade ändå Vjazma och Smolensk 1403–1404. Mongolernas Timur Lenk (1336–1405) härjade i de slaviska staterna 1395 och var i konflikt med khanen, vilket försvagade mongolerna, anarki utbröt och khanatet splittrades. Under 12 år lät Moskva så bli att betala sin tribut, men 1408 erövrade mongolerna delar av riket, dock utan att nå Moskva, och 1412 betalades tribut igen till de mongoliska herrarna.
Under Vasilij II (1415–1462) skedde feodala uppror och omfattande inbördeskrig, och andra gjorde anspråk på tronen, utifrån testamentet av farfar Dmitrij Donskoj som tolkades på olika sätt och hänvisning till olika lagar och sedvänjor gjordes. I kriget mellan Vasilij och farbrodern Jurij av Zvenigorod och dennes söner Vasilij Kosoj (en) (1421–1448) och Dmitrij Jurjevitj Sjemjaka (död 1453), furste av Galitsj-Merskij (i nuv. Kostroma oblast) slog Jurijs styrkor Vasilij och tog Moskva och gjorde sig till storfurste 1433. VId hans död 1434 gick titeln till sonen Vasilij Kosoj. Brodern Dmitrij ogillade detta och allierade sig med sin lillebror Dimitrij Krasnij och Vasilij II och besegrade Vasilij Kosoj 1435 och Vasilij II återtog tronen och belönade sina kusiner. Snart uppkom dock misstankar om konspiration och Vasilij lät tillfälligt fängsla Dimitrij.
Vasilij var i krig mot Gyllene horden och blev tillfångatagen ca 1445 av Olugh Mokhammad av Kazan, men köptes fri för en enorm lösensumma efter mindre än ett år. Under tiden hade hans kusin Dmitrij gripit makten med hänvisning till sin farfars testamente.  Vid Vasilijs återkomst lät Dmitrij sticka ut ögonen på honom, då detta gjorts på hans egen bror Vasilij, och sände honom i exil, utropande sig själv till storfurste ca 1445–1447. Han saknade bojarernas stöd, så folket återtog Vasilij 1447 som rättmätig regent, och sonen Ivan III "den store" kunde efterträda redan som samregent, och bringa enhet i riket, och få de självständighetssträvande ruriska furstarna att erkänna Moskvas överhöghet i hela rusernas land. Ivan den store gifte sig 1472 med Zoë Paleologos, brorsdotter till siste kejsaren av Bysans. Därmed såg han sig som arvtagare till det bysantinska imperiet, och gav legitimitet till sonsonen Ivan IV:s titel tsar ("kejsare"). Moskva övertog också den bysantinska dubbelhövdade örnen som symbol.
Vid "den stora konfrontationen vid floden Ugra", en biflod till Oka, på hösten 1480 möttes Ivan den store och mongolerna som var allierade med Kasimir IV av Polen-Litauen, som opponerade sig mot Moskvas annektering av Novgorod. Där upphörde Gyllene hordens överhöghet över de ryska rikena och Moskva stod som största makthavare i regionen.

## Moskvas position som centralmakt
Efter Kievs fall till mongolerna 1240 flyttade metropoliten av kyrkan till det tryggare Moskva.[källa behövs] 
En ny metropolit, St Jona av Moskva (en), insattes i Moskva och 1448 förklarade sig den rysk-ortodoxa kyrkan självständig från patriarken i Konstantinopel med Vasilijs stöd. Konstantinopel föll samtidigt (1453) till turkarna i det framryckande Osmanska väldet och den ryska kyrkan fick en ledande position i öst. Eftersom Rom enligt de ortodoxa fallit i villfarelse ("kätteri") och det andra Rom, Konstantinopel (av Konstantin döpt till Nova Roma) kommit under islam, kallade sig Moskva för det "tredje Rom".

### Annektering av Novgorod
Moskvariket krossade och annekterade det väldiga närliggande riket Republiken Novgorod 1478. Novgorod hade varit centrum i rusernas rike innan Kiev blev huvudstad 882, och hade lokala furstar. Svenskättade Vsevolod av Pskov  avsattes och Sviatoslav Olgovitj, son till Oleg I av Tjernigov av rurikdynastin fick ta över 1136–1138, vilket ses som början på självständigheten från Kiev och republikens inrättande. Novgorod styrdes av ett lokalt parlament, vetje och borgmästaren, posadnik, och furstens faktiska makt var begränsad. Novgorod blev en anmärkningsvärd högkultur bl.a. med hög läskunnighet och riket erövrade senare hela landområdet upp till Norra ishavet. Från 1300-talet kämpade intilliggande Tver, Litauen och Moskva om inflytande över Novgorods rikedomar, som valde att liera sig med storfurst Jurij. När Moskvas makt ökade kom mera kamp om territorier, och 1397 erövrades en del av Novgorod som behölls en kort tid. Under följande decennier ökade hotet från Moskva och Novgorod sökte alliansparters, men bojarerna och övriga kunde inte enas och ansåg sig inte ha ekonomi vare sig för krig eller vasallskap under en annan makt. Ivan den stores (1440–1505) expansionskrig gick inte att stå emot. Marfa Boretskaja ledde Novgorod på slutet och sökte hjälp från Litauen, utan framgång, och Novgorods armé besegrades 1471 vid slaget vid floden Sjelon och deras självständighet avslutades. Moskvatrupperna brände veches unika arkiv i Novgorod och krossade makteliten.

### Annektering av Tver
Genom åren hade maktkamp om dominans i regionen förts med Storfurstendömet Tver (skapat av Alexander Nevskij och hans bror, Jaroslav av Tver 1247, se Lista över storfurstar av Tver), och respektive sida allierade sig än med Storfurstendömet Litauen, än med Gyllene horden för att få större makt. Ivan den store intog Tver 1485 och annekterade riket och furst Mikael III av Tver gick i landsflykt i Polsk-litauiska samväldet och sökte hjälp att återerövra sitt rike, men utan resultat. 1490 var således i princip alla de områden som rurikdynastin härskat över i olika grenar, samlade under samme person, Moskvas storfurste Ivan, som proklamerade sig som "suverän över alla ruser/ryssar". Trots att man i rådslaget i Ljubetsj 1097 kommit överens om att ruriksläktens olika grenar skulle regera varsin del.

## Moskvariket blir tsarimperiet Ryssland
Även Rostov annekterades till riket 1474 och Furstendömet Rjazan 1521. Kursk som hört till Storfurstendömet Litauen från 1360 blev del av riket 1508. Ivan den stores sonson Ivan IV "den förskräcklige" (1530–1584) blev storfurste 1533 och proklamerades 1547 som tsar över hela rusernas land". Storfurstendömet Moskva blev tsardömet, Tsarryssland[källa behövs], med Moskva som huvudstad. Ryssland hade återtagit en stor del av rusernas land, "Rutenien".
Expansionen var enorm: från 20 000 km² 1300 till 430 000 km² 1462, och slutligen 2,8 miljoner km² 1533.